# Chémery-sur-Bar
Chémery-sur-Bar é uma ex-comuna francesa na região administrativa de Grande Leste, no departamento Ardenas. Estendeu-se por uma área de 23,22 km². Em 2010 a comuna tinha 565 habitantes (densidade: 24,3 hab./km²).
Em 1 de janeiro de 2016 foi fundida com a comuna de Chéhéry para a criação da nova comuna de Chémery-Chéhéry.